# Hauptgebäude der RWTH Aachen

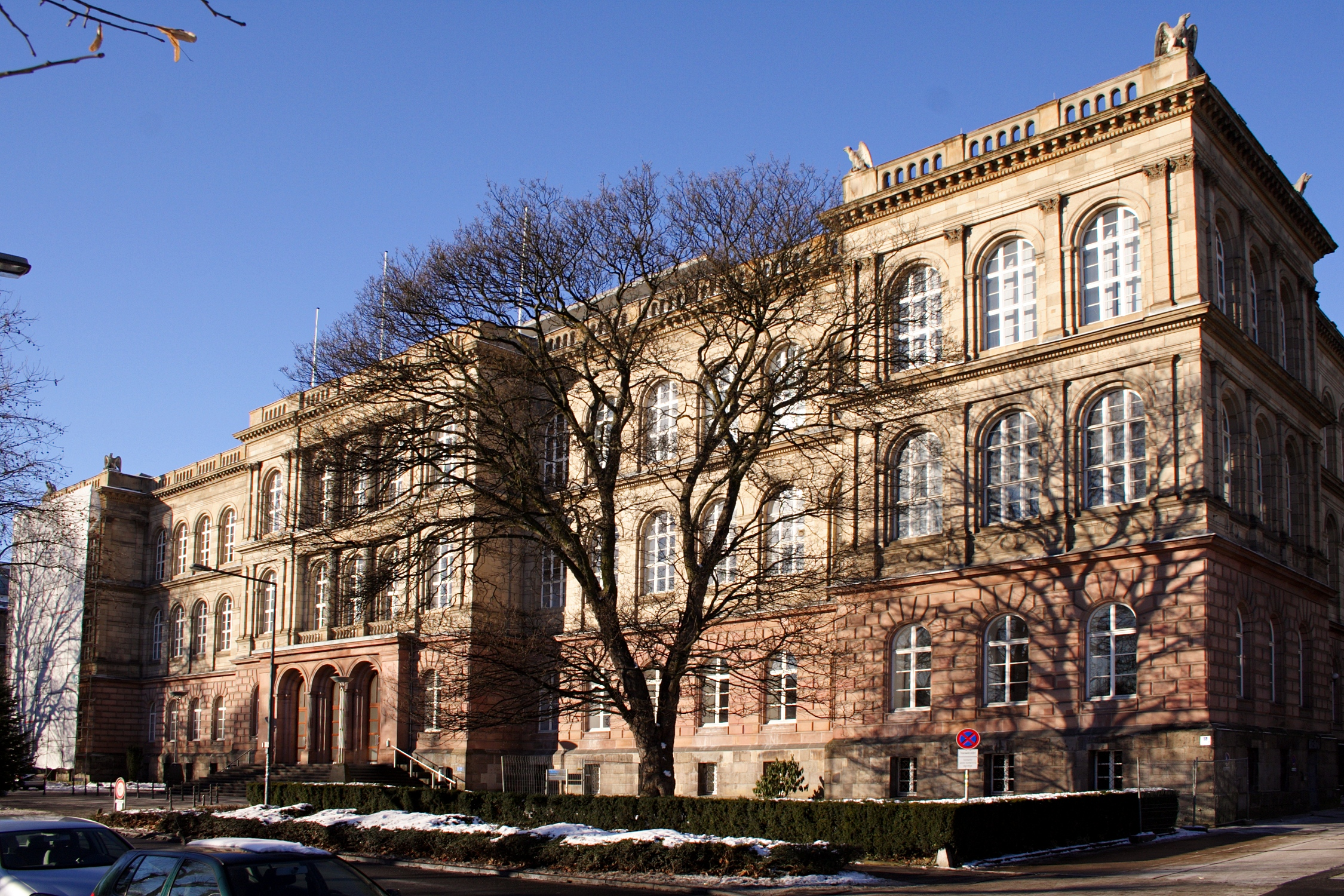
Hauptgebäude der RWTH Aachen

Das Hauptgebäude der RWTH Aachen ist das Haus Templergraben 55 in Aachen und Sitz der Verwaltung der Rheinisch-Westfälischen Technischen Hochschule.

## Geschichte

### Gründung
Die Gründung der Polytechnischen Schule in Aachen geht auf eine Geldspende der Aachener und Münchener Feuerversicherungsgesellschaft an den Kronprinzen Friedrich Wilhelm zurück. Dieser war nach der Beendigung seiner Hochzeitsreise mit Prinzessin Victoria von Großbritannien und Irland bei Herbesthal wieder auf deutschen Boden eingetroffen und wurde dort am 4. Februar 1858 von den Vertretern der Rheinprovinz empfangen. Die Aachener Bürger gaben im Rathaus einen Empfang für das Paar. Bei dieser Gelegenheit überreichte der Regierungspräsident Friedrich von Kühlwetter dem Kronprinzen im Namen der von David Hansemann 1825 gegründeten Aachener und Münchener Feuerversicherungsgesellschaft ein Geschenk von 5000 Talern, die er zur Förderung einer Polytechnischen Schule im Rheinland nach dem Vorbild der École polytechnique in Paris nutzen wollte. Nach fünf Jahren der Diskussion über den Standort und Angeboten der Städte Köln, Aachen, Düsseldorf, Koblenz, die sich darum beworben hatten, fiel die Wahl am 14. November 1863 auf Aachen. Diese Entscheidung wurde dadurch erleichtert, dass die Aachener Industriellen und besonders die Aachener und Münchener Feuerversicherungsgesellschaft mit ihrer Tochtergesellschaft, dem Aachener Verein zur Beförderung der Arbeitsamkeit, bereit waren, enorme Summen in das Projekt ‚Polytechnische Schule‘ zu investieren. Während Köln bei der Übernahme des Schulgeldaufkommens zögerte, stellte Aachen das Grundstück und einen Baukostenzuschuss von etwa 200.000 Talern zur Verfügung. Der preußische Staat selbst wollte nur etwa ein Viertel der geschätzten Betriebskosten von 40.000 Talern übernehmen.
Für Aachen als Standort einer Polytechnischen Schule sprach vor allem die Industrie, die sich in und um Aachen ausgebreitet hatte. Köln dagegen entsprach eher einer Handels- als einer Industriestadt.
Nachdem Aachen feststand, gab es noch weitere Diskussionen über den Standort innerhalb Aachens. Zur Auswahl standen dabei das Grundstück an der Nordseite des Templergrabens, im Besitz der Armenverwaltung, und eines im heutigen Rehmviertel, zwischen Köln- und Adalbertstor gelegen, das dem Aachener Großunternehmer Gerhard Rehm gehörte. Am 20. August 1864 teilte die Aachener Regierung dem Handelsminister Graf von Itzenplitz die Entscheidung zugunsten des Grundstücks am Templerbend mit, welches dieser dann am 19. September als Bauplatz genehmigte. Das Grundstück war 3 2/3 Morgen, also etwa 11.000 m² groß und lag zwischen dem Templergraben und dem damaligen Bahnhof Templerbend, der zugunsten von Erweiterungsmaßnahmen der Hochschule 1905 nach Aachen-West verlegt wurde.

### Bau
Das Hauptgebäude der RWTH-Aachen wurde zwischen 1865 und 1870 errichtet. Architekt und Bauleiter war Robert Ferdinand Cremer (1826–1882). Sein Vater, der so genannte „Schinkel Aachens“, hatte unter anderem das Theater, den Elisenbrunnen und das alte Regierungsgebäude, in dem heute das Historische Institut und das Hochschularchiv der RWTH Aachen untergebracht sind, gebaut. Cremer war zu dieser Zeit Bauinspektor in Aachen und mit der Restaurierung des Aachener Münsters betraut. Am 9. Februar 1864 vergab der Berliner Handelsminister Graf von Itzenplitz nach dem Vorschlag des Aachener Regierungspräsidenten Friedrich Kühlwetter den Bauauftrag für die Polytechnische Schule an Cremer, der sofort eine Studienreise zu anderen Polytechnischen Schulen antrat, um sich von deren Gebäuden inspirieren zu lassen. Nachdem er unter anderem die Polytechniken in Karlsruhe, Stuttgart, Hannover und Zürich besucht hatte, legte er dem Handelsministerium in Berlin am 2. November 1864 zwei Entwürfe vor. Der erste, von Aachens Regierungspräsidenten Kühlwetter bevorzugte Entwurf sah ein Gebäude im gotischen Stil vor, der andere eines im italienischen.
In der Tat lässt sich die Ähnlichkeit des Aachener Hauptgebäudes zu den Hauptgebäuden der Universitäten in Stuttgart, Dresden und Zürich nicht leugnen. Als Erstes wurde der Bau der Polytechnischen Schule am Antonsplatz in Dresden errichtet. Prof. Gustav Heine, Lehrer für Architektur an der Technischen Bildungsanstalt, wurde mit dem Entwurf beauftragt. Aufgrund von Zwistigkeiten mit dem Gutachter Prof. Sänger wurde ein neuer Gutachter herangezogen, der Zürcher Professor Gottfried Semper. Das am 8. September 1846 eröffnete Gebäude ist eine von Semper überarbeitete Version des Entwurfes von Heine. Semper gewann 12 Jahre später einen Architektenwettbewerb um den Entwurf des neuen Hauptgebäudes der Eidgenössischen Technischen Hochschulen Zürich. 1864 wurde es fertig gestellt. Zur selben Zeit wurde der Bau des Hauptgebäudes der Polytechnischen Schule in Stuttgart abgeschlossen. Architekt war Joseph von Egle.
Am 28. April 1865 entschied sich das Berliner Ministerium für das Gebäude im italienischen Stil. Bereits am 5. Mai fand eine inoffizielle Grundsteinlegung statt, die am 15. Mai unter Anwesenheit des Königs Wilhelm I. feierlich wiederholt wurde und bei der dem Architekten Robert Cremer der Titel eines Baurates verliehen wurde. Am selben Tag wurde auch die 50-jährige Zugehörigkeit des Rheinlandes zu Preußen gefeiert, die ursprünglich in Köln stattfinden sollte, aber aufgrund des aktuellen Anlasses der Grundsteinlegung nach Aachen verlegt wurde.

## Baubeschreibung
Im Jahre 1868 wurde das Hauptgebäude vollendet. Ursprünglich plante Cremer einen großen Baukörper mit ausgedehnten Innenhof, entschied sich dann aber für eine hufeisenförmige, dreiflüglige Anlage, die durch einen Quertrakt an der hinteren Seite ergänzt werden sollte. Der Quertrakt wurde leicht versetzt zum Hauptgebäude errichtet, um den Innenhof befahren zu können.
Das Hauptgebäude besteht aus Backstein, der an den Schauseiten mit Naturstein verkleidet wurde. Die Natursteine sind alle rheinischen Ursprungs: der Sockel ist aus Drachenfels-Trachyt aus dem Siebengebirge, im hinteren Teil aus Basaltlava. Darauf folgt roter Trierer Sandstein, die Obergeschosse bestehen aus Tuff aus der Eifel, aus der Gemeinde Brohl. Durch den Materialwechsel entstand ein bemerkenswerter Farbwechsel, der bis heute zu bewundern ist.
Das Hauptgebäude konnte seine äußere Erscheinung über die Jahre hinweg bewahren. Es ist dreigeschossig und auf hohem Sockelgeschoss errichtet. Die vier Ecken sind durch Risalite betont, wie auch der Haupteingang mit der Freitreppe am Templergraben durch einen Mittelrisalit hervorgehoben wird. Die einzelnen Geschosse sind durch kräftige Gesimse getrennt, die zusammen mit der alle Schauseiten umlaufenden Attika aus Pfeilern und Balustern für eine starke horizontale Betonung sorgen. Die hohen, dicht gereihten Rundbogenfenster wirken gemeinsam mit den Risaliten dieser horizontalen Betonung entgegen, wodurch die für den Klassizismus typische Ausgewogenheit erreicht wird. Auf der Attika des Mittelrisalits standen ursprünglich fünf Figuren, die aber nach dem Zweiten Weltkrieg verloren gingen. Die Eckbekrönungen der Seitenrisalite in Form von Adlern, die nachträglich seitens der Königlichen Regierung angeordnet wurden, stehen bis heute. Die Hofseite des Gebäudes wurde im Ziegelrohbau belassen.
Der hintere Quertrakt des Hauptgebäudes war ein unverputzter Backsteinbau, ehemals dreigeschossig, 15-achsig und mit zwei Seitenrisaliten versehen. 1910 wurde ein Teil abgerissen, um Platz für eine Kraftzentrale zu schaffen. Im Zweiten Weltkrieg wurde der Bau dann durch Schädigungen auf einen Rest von sieben Achsen weiter reduziert, der heute „Efeuhaus“ genannt wird und einem Teil der Verwaltung Obdach gewährt.
Im Quertrakt hinter dem Hauptgebäude befanden sich die Räume der Theoretischen und Technischen Chemie und des Eisenhüttenwesens, im Hauptgebäude die Aula, Verwaltung, Kastellanwohnung und Werkstätten, sowie die restlichen Disziplinen: Architektur (I), Bau- und Ingenieurwesen (II), Maschinen- und Ingenieurwesen, Allgemeine Wissenschaften (Mathematik und Naturwissenschaften) (V).
Die Schule war zunächst für 500 Studenten gedacht. Schon 1875 besuchten 450 Studenten das Aachener Polytechnikum. 1872/73 hatte man bereits durch einen Anbau am Haupttreppenhaus zwei Zeichensäle, mehrere Professorenzimmer und Sammlungsräume schaffen müssen, nachdem vorher aus Platzmangel durch die repräsentative Aula eine Zwischendecke gezogen wurde und auch sie zum Zeichensaal umfunktioniert wurde.

## Gedenktafel zu Ehren der Gefallenen im Ersten Weltkrieg

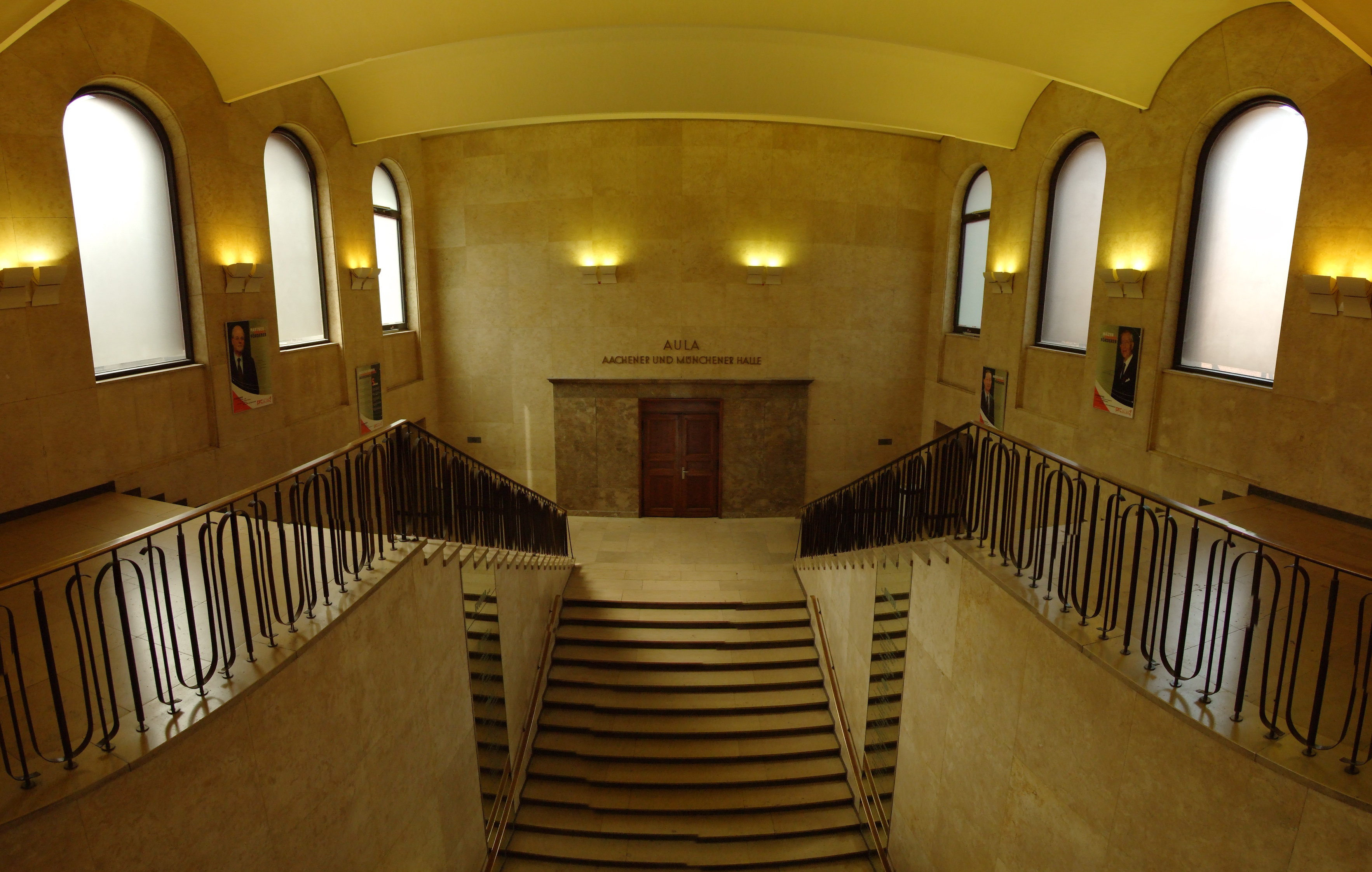
Das Haupt-Treppenhaus

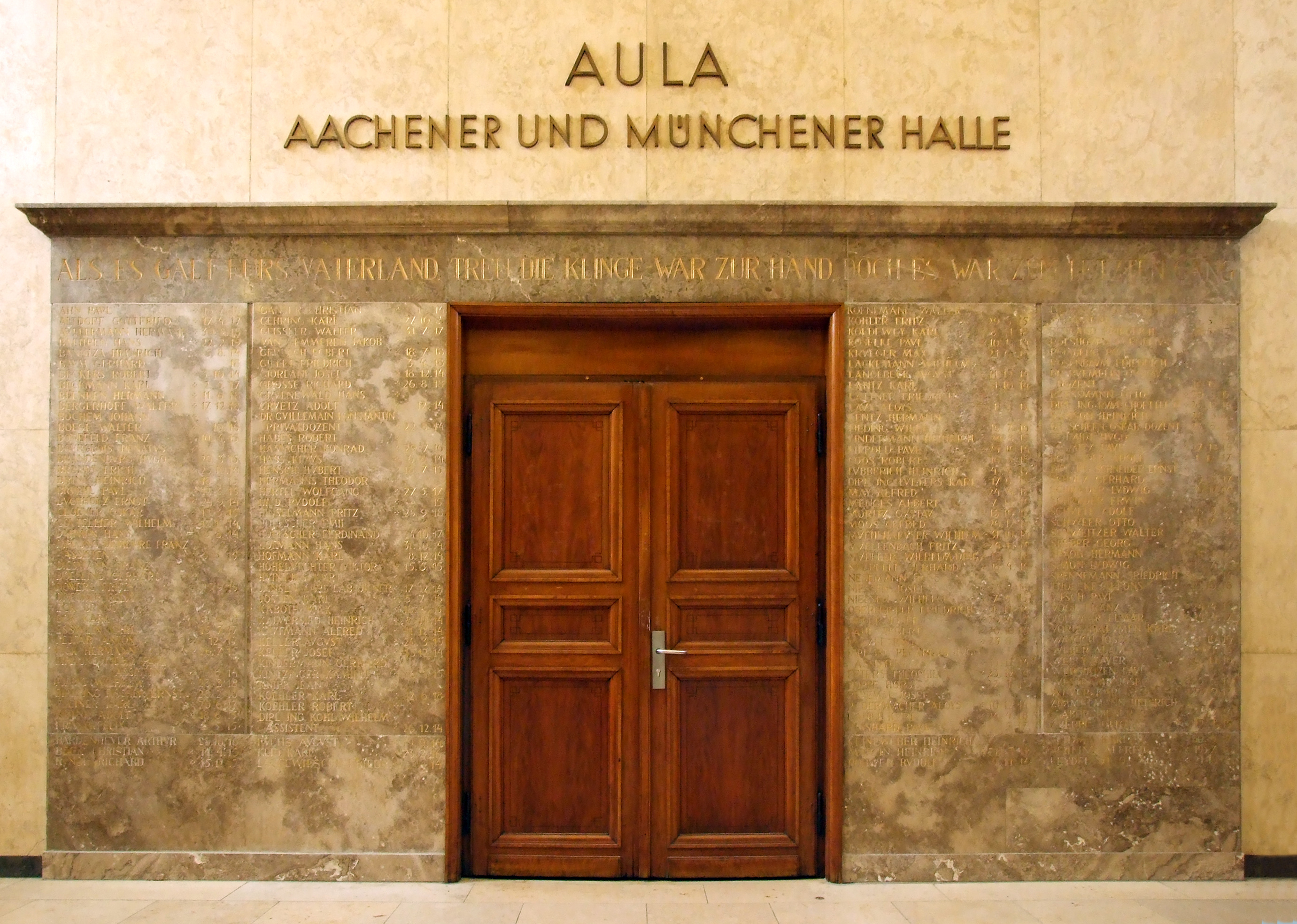
Gedenktafel am Eingang zur Aula

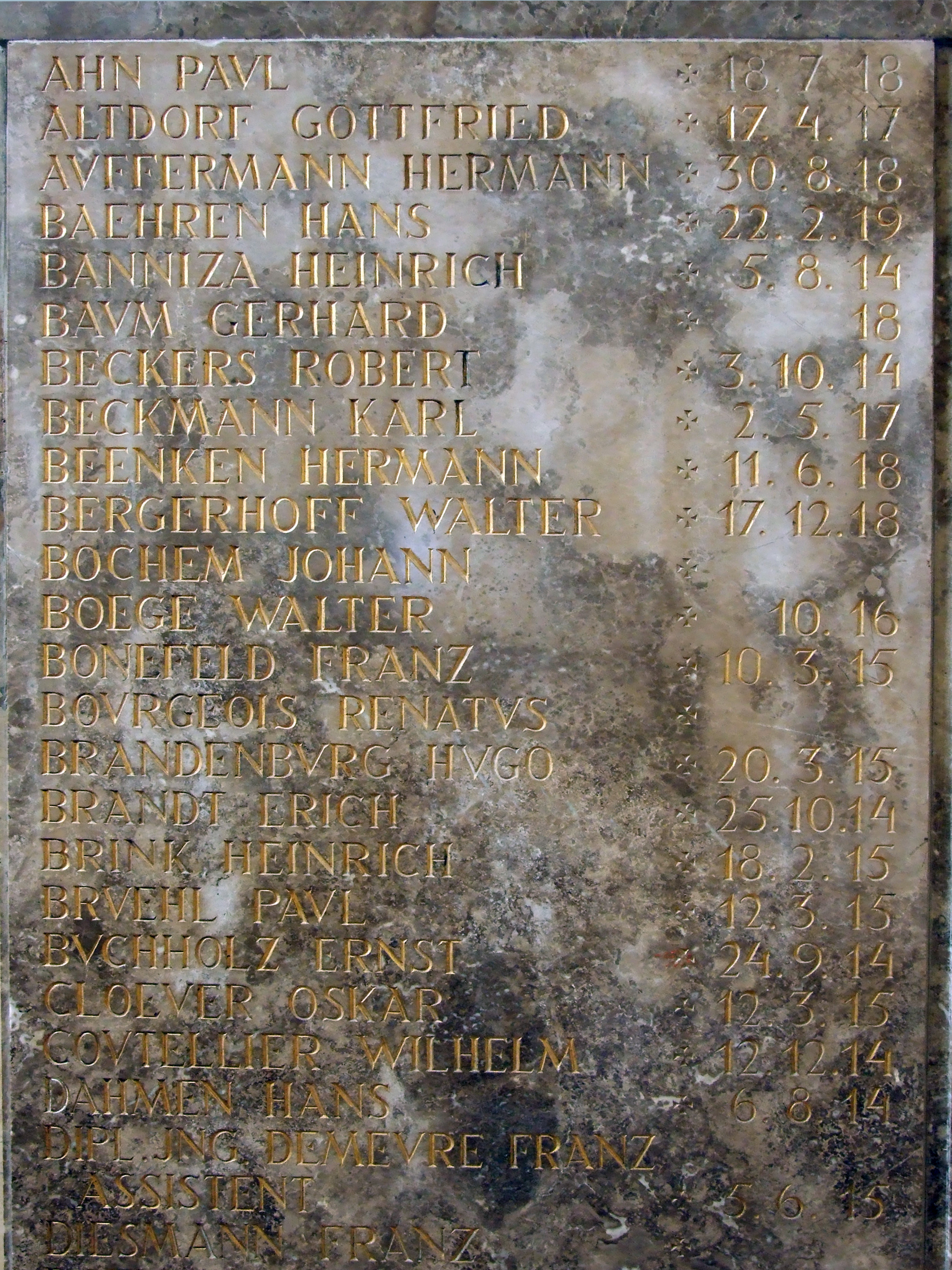
Ausschnitt der Gedenktafel

Im Haupt-Treppenhaus, am Ende des ersten Treppengangs, bereits von unten sichtbar, befindet sich die repräsentative Aula der RWTH, die den Namen ihrer Stifterin trägt, der Aachener und Münchener Versicherung. Die Aula wurde mit Hilfe einer Spende seit 1939 gebaut und im Oktober 1940 feierlich eingeweiht. Hier werden Vorlesungen, Festveranstaltungen, Verleihungen von Ehrentiteln und öffentliche Vortragsreihen gehalten.
Eine Gedenktafel mit einer in Marmor gravierten Namensliste erinnert am Eingang zur Aula an etwa 170 Gefallene aus dem Ersten Weltkrieg, wie man zunächst einmal anhand der beigefügten Todesdaten (ausschließlich im Zeitraum 1914–1918) erschließen kann. Darüber ist in Gold gefärbten Großbuchstaben der Sinnspruch zu lesen: „Als es galt fürs Vaterland, treu die Klinge war zur Hand, doch es war zum letzten Gang“. Der Vers ist eine Anlehnung an die 3. Strophe des Studentenlieds Burschen heraus! (seit 1844 bekannt), in der es heißt:
„Burschen heraus! Lasset es schallen von Haus zu Haus!

Wenn es gilt für’s Vaterland, treu die Klinge dann zur Hand,

und heraus mit mut’gem Sang, wär es auch zum letzten Gang!

Burschen heraus!“
Dieser Ruf „Burschen heraus!“ findet sich seitdem in vielen patriotischen Aufrufen zum Deutsch-Französischen Krieg 1870/71 und dem Ersten Weltkrieg; so auch im Aufruf des damaligen Rektors der TH Aachen, Adolf Wallichs, im Echo der Gegenwart vom 1. August 1914:
„Kommilitonen!

Der König ruft in schwerer Stunde das Volk zu den Waffen zur Verteidigung des geliebten Vaterlandes. Begeistert folgen wir diesem Rufe!

Burschen heraus! Wenn es gilt fürs Vaterland, treu die Klingen dann zur Hand! habt Ihr so häufig gesungen, macht dieses Gelöbnis rasch zur Tat![…]“
Damit ist die Aussage des Spruchs der Gedenktafel, der nun nicht mehr im Konjunktiv, sondern im Präteritum steht, eindeutig: Die aufgelisteten Burschen, also wahrscheinlich Studenten, waren zur Stelle, als es galt, für das Vaterland zu kämpfen; jedoch war es ihr letzter Gang; das heißt, sie fielen in ihrer Pflichterfüllung für das Vaterland.
Am 2. Juli 1925 wurde die Gedenktafel feierlich enthüllt. Am folgenden Tag druckte das „Politische Tagesblatt“ die Ansprache zur Einweihung des damaligen Rektors Bonin ab. In dieser gedachte er der Toten, „die starben für Deutschlands Glück“. Die Tafel steht im Kontext der Erinnerungskultur der RWTH: Bereits 1918 bat der Rektor die Familien der gefallenen Studenten auf, Bilder ihrer verstorbenen Söhne der RWTH zuzusenden, da man ein Album der im Krieg gestorbenen Studenten anlegen wolle.

### Proteste gegen die Gedenktafel
Diese archaisch-militaristische Form des Gedenkens an die Kriegsgefallenen und die Annahme, die Tafeln seien im Nationalsozialismus erstellt und aufgestellt worden, führten seit 1989 wiederholt zu Protesten von studentischer Seite.
Als es 1989 zu den ersten Auseinandersetzungen um die Gedenktafel am Eingang der Aachener und Münchener Aula kam, war noch unklar, wann genau das Ehrenmal angefertigt und aufgestellt wurde. Da die Aula bekanntermaßen in den Jahren 1939 bis 1940 gebaut worden ist, lag es nahe, die Entstehung der Gedenktafel auch in diese Zeit zu datieren. In einem Flugblatt der MAI (Maschinenbau-Initiative; Gruppe in der Fachschaftsvertretung Maschinenbau) heißt es dementsprechend: „Die Aachener Münchener Halle wurde in der Zeit von September 1939 bis 1940 errichtet, als die Hochschule, bedingt durch den Kriegsbeginn geschlossen war. In dieser Zeit sind vermutlich auch die Platten am Eingang aufgestellt worden.“ Auf Initiative der MAI kam es am 10. Mai 1989 im Studierendenparlament zur Verabschiedung eines Briefes, der an Rektor Klaus Habetha geschickt wurde. Darin heißt es:
„Sehr geehrter Herr Habetha,

die Reparaturarbeiten an den Heldengedenktafeln am Eingang zur Aula haben seit Beginn des Jahres zu Diskussionen unter Studentinnen und Studenten geführt.

Wir glauben, daß dieses Heldengedenkmal baldmöglichst beseitigt werden sollte. Eine solche Verherrlichung von Heldentod und Krieg ist mit den Grundsätzen einer friedlichen und demokratischen Gesellschaft nicht in Einklang zu bringen. […]“
Des Weiteren wird in dem Schreiben ein neues Denkmal gefordert, das „an die Verbrechen des nationalsozialistischen Deutschland“ erinnert und denen gewidmet ist, „die wegen schuldhafter Verstrickung einzelner Hochschulangehöriger und der RWTH als Institution gelitten haben und ermordet worden sind.“
Es gab auch studentische Gegenstimmen und Befürworter der Gedenktafel, wie beispielsweise die Vertreter des RCDS, einer Gruppe im Studierendenparlament. Ihrer Meinung nach würden die Gefallenen des Ersten Weltkriegs mit Füßen getreten und die Versuche zur Abschaffung der Ehrentafeln seien „Geschichtsglättung“. Ebenso ablehnend gegenüber der studentischen Bitte nach Abriss der Gedenktafel äußerte sich laut der Phil-falt Nr. 8/89 der Geschichtsprofessor Johannes Erger (Schwerpunkt: Neueste Geschichte und Zeitgeschichte), der in den Forderungen der Vollversammlungen und des Studentenparlaments einen erneuten Versuch sah, „die Geschichte im Nachhinein umzuschreiben“.
In der Senatssitzung vom 1. Juni 1989 wurde der Brief des Studierendenparlaments von einem der studentischen Wahlsenatoren, Martin Debener, angesprochen. Der Rektor teilte daraufhin mit, dass das Rektorat die Bitte besprochen habe und dabei aber zu der Meinung gelangt sei, die vorhandenen Gedenktafeln nicht zu entfernen. Er argumentierte u. a., dass man in der Gedenktafel keine Heldenverehrung sehe. Zudem solle man solche aus der Geschichte der hiesigen Hochschule entstandenen Zeugnisse nicht so leichtfertig entfernen. Diese Gedenktafeln gäben die Auffassung der damaligen Hochschulangehörigen wieder. Des Weiteren sprach Rektor Habetha in dieser Sitzung die Überlegung an, ob nicht in gleicher Weise der Opfer des Nationalsozialismus gedacht werden könne. Auch wenn die Finanzmittel zurzeit nicht zur Verfügung stünden, versprach Habetha, das Rektorat werde die Angelegenheit in Angriff nehmen und auch über eine Gedenktafel für die Opfer von Krieg und Gewalt beraten.
Im Laufe des Gesprächs erklärte Markus Große-Ophoff, ein weiterer studentischer Vertreter, dass er die Gedenktafeln als solche nicht bemängele, jedoch den Spruch über der Namensliste (s.o.) für „sehr kämpferisch und den Heldentod verherrlichend“ halte. Habetha entgegnete darauf, dass man dies so werten könne, die Meinung darüber aber geteilt sei. Man dürfe nicht vergessen, dass gerade im Ersten Weltkrieg viele jungen Menschen mit großer Begeisterung zur Verteidigung des Vaterlandes in den Krieg gezogen seien. Genau so schnell sei jedoch die Ernüchterung eingetreten.
Als Nächstes ergriff der studentische Wahlsenator Ralf Demmer das Wort, der eine Haltung pro Gedenktafel einnahm. Zunächst berichtete er von den hitzigen Diskussionen während der vorletzten Sitzung des Studentenparlaments, bei der sich zwei Standpunkte herauskristallisiert hätten: Die einen (21 Stimmen) hätten für die Entfernung plädiert, da die Tafeln im nationalsozialistischen Deutschland entstanden seien und eine Verherrlichung des Heldentodes ausdrückten. Die anderen (20 Stimmen) hätten sich für eine Beibehaltung ausgesprochen. Er selber sei der Auffassung, man könne nicht eine Verherrlichung des Nationalsozialismus in den Gedenktafeln sehen, da es sich ja um Gefallene des Ersten Weltkrieges handele. Demmer schlug allerdings eine Hinweistafel vor, auf der verzeichnet wäre, wann diese Tafel und zu welchem Zweck sie errichtet worden sei. Weiterhin führt er aus, dass man nicht im Nachhinein aus einem heute sehr extremen Verständnis der damaligen Zeit alle Spuren jener Zeit verwischen solle. Die geschichtlichen Ereignisse, wie sie damals abgelaufen seien, müsse man, auch aus heutiger Sicht, für sich wirken lassen. Auf keinen Fall dürfe man nachträglich Geschichtsveränderungen oder gar -verfälschungen betreiben.
Im Laufe der nächsten Monate gab es anscheinend eine Kompromisslösung, nach der ein zweites, die Gedenktafeln kommentierendes oder einbindendes Denkmal am Eingang der Aula zu Ehren der Opfer des Holocausts errichtet werden sollte. Es wurde eine Sonderkommission zur Neugestaltung der Tafeln eingerichtet und auch ein Architekt für entsprechende Entwürfe angefragt. Die Diskussionen um eine Veränderung am Ehrenmal am Eingang der Aula wurden im Dezember 1990 von Rektor Habetha beendet. In der Senatssitzung vom 6. Dezember erklärte dieser, dass die Sonderkommission übereingekommen sei, die in der Zeit nach dem Ersten Weltkrieg entstandene, für die Opfer des Ersten Weltkrieges gefertigte Gedenktafel als Denkmal aus dieser Zeit für sich wirken zu lassen. Weiterhin verwies er auf die Entdeckung eines studentischen Mitglieds der Sonderkommission: Im Jahre 1953 hat die Hochschule eine Statue zum Gedenken an die Opfer des Zweiten Weltkriegs gestiftet. Hierbei handelt es sich um den „weinenden Jüngling“, der heute im Studentendorf der RWTH aufgestellt ist.
Im Jahre 1991 wurde die Wirkung der Gedenktafeln noch einmal indirekt kritisiert, als Studierende der Fachschaft Lehramt an berufsbildenden Schulen im Zusammenhang mit Protestaktionen gegen den Golfkrieg einen neuen Text über der Tafel anbrachten: „Der Tod ist ein Meister aus Deutschland“ war für wenige Stunden auf einem Plakat zu lesen. In diesen Tagen wurde u. a. auch die Rüstungsforschung der RWTH thematisiert.

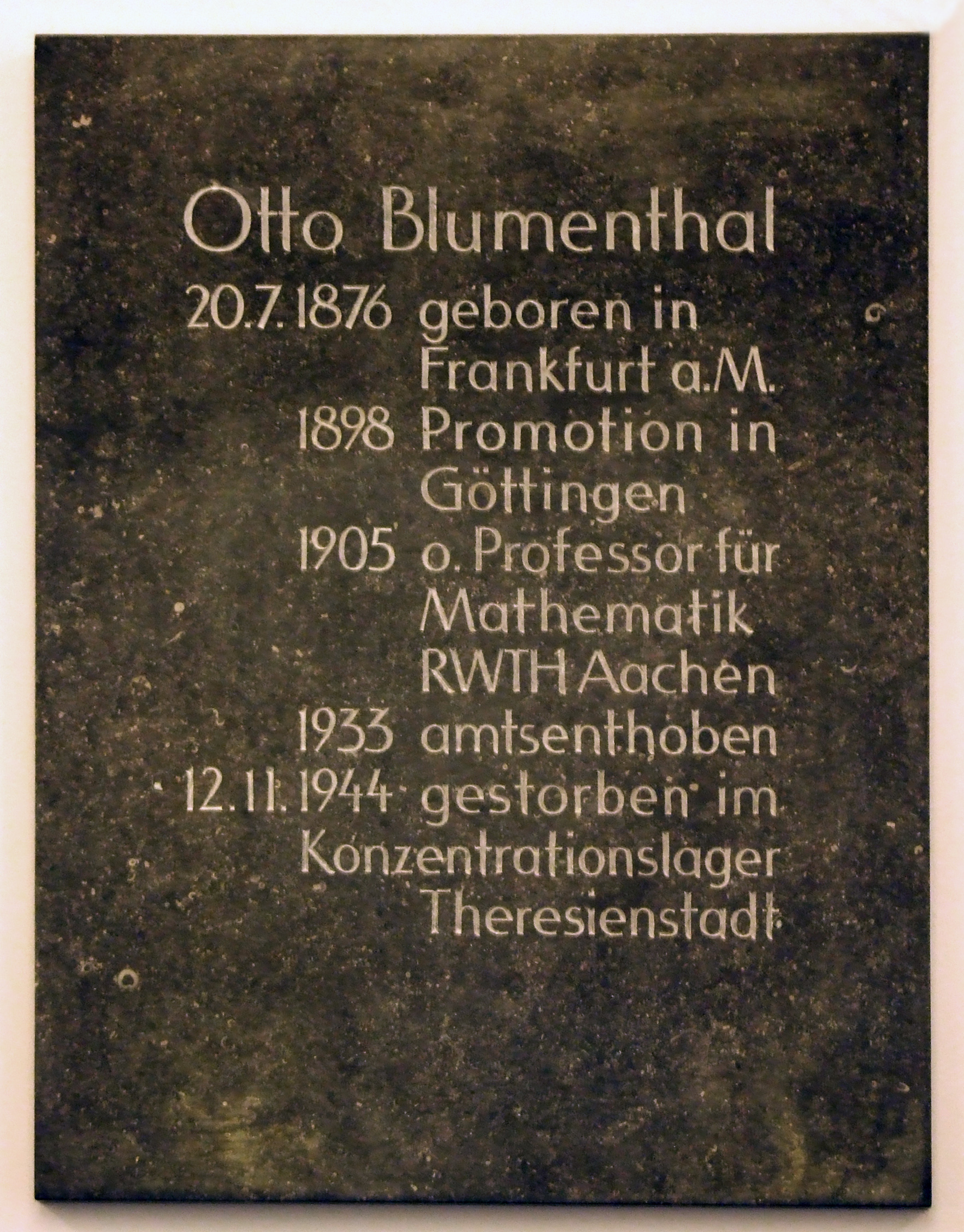
Gedenktafel an Otto Blumenthal

Vier Jahre später beschäftigte sich Hermann-Josef Diepers, damals ein Mitglied der Fachschaft Mathematik/Physik/Informatik, eingehend mit der Entstehungsgeschichte und den Auseinandersetzungen um die Gedenktafel. Sein Aufsatz wurde in einem Sammelwerk veröffentlicht, das von einem linken studentischen Kreis anlässlich der 125-Jahr-Feier der RWTH herausgegeben wurde, um diese „kritisch zu beleuchten“. Diepers führt eine Reihe von Belegen auf für eine fortlaufend militaristische, nationale bis nationalistische Politik, die Opposition zur Weimarer Verfassung, zum Friedensvertrag von Versailles und die Verleugnung der Kriegsschuld durch die Hochschulleitung. Anklagend konstatiert er: „Die bisherigen Denkmale sind solche für Täter. Die Hochschule und die meisten ihrer Mitglieder verstanden sich selbst als bewußte Instrumente einer Kriegspolitik. Der Mißbrauch mit den Umgebrachten ist die Erziehung zum Militarismus und der Gebrauch dieses Geistes, an dem die TH-Leitung und die Studentenvertretung schuld haben.“ Zwar konnte er belegen, dass die Tafeln nicht von den Nationalsozialisten errichtet worden waren (siehe unten zur Entstehungsgeschichte), aber dennoch konnte er seiner Meinung nach der RWTH, dem Rektorat sowie Studierenden der Korporationen militaristische Ideologie nachweisen. Abschließend richtet er die Frage „an die Adresse der RWTH […], wie lange sie noch der Täter gedenkt und dies als Opfergedenken bezeichnet. Ein würdiges Denkmal sollte denen gelten, die sich gegen menschenverachtende Kriegspolitik (nicht nur der Nationalsozialisten) wandten und auch innerhalb der TH verfolgt wurden, wie das Beispiel der Professoren Alfred Meusel und Otto Blumenthal zeigt. Die Tafeln in der Aula gehören beseitigt!“
Diepers’ Forderungen blieben zunächst ohne Resonanz. Im Oktober 2008 griff jedoch der Kármán, die studentische Zeitung der RWTH, die Gedanken Diepers erneut auf. Der Artikel macht deutlich, dass für den Betrachter der (unkommentierten) Gedenktafel am Eingang der Aula I im Hauptgebäude Fragen offenbleiben müssen und dass es immer wieder zu Missverständnissen kommen kann. Die Autoren schlagen einen Kommentar neben der Tafel vor: „Er würde die Tafel als historisches Dokument rechtfertigen und sie eindeutig in den korrekten geschichtlichen Zusammenhang stellen. Andernfalls bleibt die Frage, ob die RWTH keine anderen „Helden“ zu bieten hat als Kriegstote?“
Der Artikel gab den Auslöser für eine vom Rektorat initiierte Ausstellung über das Hauptgebäude, die das Hochschularchiv der RWTH am 8. Juni 2009 eröffnete.
Noch bis in die 1990er Jahre gab es Unklarheiten darüber, wann genau die Gedenktafel erstellt und aufgestellt worden ist. Wurde sie im Nationalsozialismus erstellt, 1940 zusammen mit der Aachener und Münchener Halle eingeweiht und diente sie demnach nationalsozialistischen Kriegspropagandazwecken? In den Diskussionen von 1989/90 ist man offenbar von dieser Annahme ausgegangen. Zwar spricht Habetha in der o. g. Senatssitzung vom 30. Dezember 1990 davon, dass die Tafel in der Zeit nach dem Ersten Weltkrieg entstanden sei, aber einen genauen Beleg gab es zu diesem Zeitpunkt noch nicht. Erst die Recherchen von Diepers führten zu dem klaren Ergebnis, dass es die Gedenktafel schon Anfang der 1920er Jahre gegeben haben muss. Hauptquelle zur Entstehungsgeschichte ist die Akte 584 aus dem Hochschularchiv der RWTH Aachen.

## Das Hauptgebäude während des Zweiten Weltkriegs und in der Nachkriegszeit
Bei Ausbruch des Zweiten Weltkrieges am 1. September 1939 wurden die deutschen Hochschulen vorübergehend geschlossen. Zwar wurde die RWTH schon zum Wintersemester 1940/41 als letzte der deutschen Hochschulen wieder eröffnet, doch war in Zeiten des Krieges nicht an einen normalen Lehrbetrieb der Fakultäten zu denken. Studierten 1938/39 821 Studenten in Aachen, waren es 1940/41 nur noch 255.
Dank einer großzügigen Stiftung der Aachener und Münchener Feuerversicherungsgesellschaft, die schon 1858 durch eine Geldspende den Anstoß für die Gründung der Polytechnischen Schule gab, wurde eine neue Aula im Hauptgebäude errichtet, die 1940 eingeweiht wurde.
Fliegerangriffe verschlechterten die Situation für die Hochschule ab 1941; am 10. Juni wurde das Gebäude, in dem die Bibliothek untergebracht war, schwer beschädigt. Dennoch wies das Reichsunterrichtsministerium in einem Runderlass vom 26. März 1943 an, dass der Lehrbetrieb trotz der Kriegssituation in allen wissenschaftlichen Hochschulen grundsätzlich weiterzuführen sei. Doch schwere Bombenangriffe auf den Westbahnhof und das angrenzende Hochschulgelände im Mai 1944 und Straßenkämpfe im September und Oktober 1944 verschlechterten die Situation zunehmend. Bei Kriegsende war das Hochschulgelände bis zu 70 % zerstört. Vor allem das Hauptgebäude, das Gebäude der Chemischen Technologie hinter dem Hauptgebäude und das Chemische Laboratorium fielen den Bombenvolltreffern zum Opfer. Die Hauptfassade des Hauptgebäudes fehlte, und die 1940 eingeweihte Aula wurde 1944 schwer beschädigt.
Trotz dieser Bauschäden wurde die Hochschule zum 3. Januar 1946 wieder eröffnet, nachdem zumindest die schlimmsten Schäden notdürftig ausgebessert waren; so wurde auch die Aula bis 1947 bestenfalls provisorisch in Stand gesetzt. Zum Sommersemester 1946 begann der Lehr- und Forschungsbetrieb aller Fakultäten wieder.
Bis 1951 wurden die Bauschäden bis auf 25 % reduziert. Mit einem Bauetat von 70.892.000 DM wurden in der Zeit von 1949 bis 1958 die Kriegsschäden der RWTH Aachen beseitigt.

## Innenausstattung und die Statuen auf der Attika
Beim Betreten des Hauptgebäudes gelangte man im 19. Jahrhundert in das mit Säulen bestückte Vestibül. Die Wände und Decken waren in kräftigen, bunten Farben gehalten, so auch im Treppenhaus und in der Aula. Die ursprüngliche Wandbemalung kam bei Renovierungsarbeiten wieder zum Vorschein und wurde im Gang hinter dem Vestibül rekonstruiert und ist heute wieder zu besichtigen. Gleich hinter diesem Gang führte das Haupttreppenhaus in das erste Stockwerk, wo sich ursprünglich die zweigeschossige Aula über dem Vestibül befand. Auch das Treppenhaus war in kräftigen Farben gefasst.

### Statuen im Treppenhaus

Schnitt durch das Treppenhaus 1871

Ging man bis 1872 die Treppen hinauf, so sah man, neben Marmorbüsten Seiner Majestät des Königs und des Kronprinzen, auf der linken und rechten Seite, eingefasst in Rundbögen, sieben Statuen.
Ferdinand Esser schrieb 1871: „Das Treppenhaus […] fand neben einer Ausschmückung der Wandnischen durch die bedeutendsten Statuen altclassischer Kunst, wie jene eines Apoll zu Belvédère, einer Minerva, einer Niobide, eines Antinous, einer Diana von Versailles etc., welche alle geeignet und bestimmt sind, auch in künstlerischer Beziehung auf die Bildung der die Anstalt besuchenden Polytechniker anregend einzuwirken, einen sehr würdigen Schmuck und Zierde in den lebensgroßen Marmorbüsten des Königs und des Kronprinzen.“
Auf der linken Seite standen drei Figuren; links Apoll von Belvédère, in der Mitte die Göttin Minerva und rechts Antinous. Das Standbild des Apoll von Belvédère zeigt den griechischen Gott Apollon, der nicht nur für das Licht, sondern auch für die Künste, speziell für die Musik, die Dichtkunst und den Gesang steht. Auch die römische Göttin Minerva, in Griechenland mit Athene gleichgesetzt, ist nicht nur die Göttin der Kriegsführung, sondern auch der Weisheit und der Kunst, insbesondere der Dichter und Lehrer. Sie ist die Hüterin des Wissens.
Die rechte Skulptur stellt den Geliebten Kaiser Hadrians dar, Antinous. Der Antinous-Typus war ein im 19. Jahrhundert außerordentlich beliebtes Beispiel für die antike Kunst.
Auf der rechten Seite des Treppenhauses standen vier Statuen. Die Figur links könnte nach Ferdinand Esser eine Niobide sein. Rechts daneben war der griechische Tragödiendichter Sophokles in Gestalt der Statue des Sophokles (Typus Lateran) dargestellt.
Diana von Versailles stellt die römische Göttin Diana bzw. die griechische Artemis dar. Diana ist die Schwester des Apollon, Göttin der Jagd, der Fruchtbarkeit und die Beschützerin der Frauen, Mädchen, der Jugend.
Die letzte Figur war Hermes, Gott der Dichtkunst.

### Aula

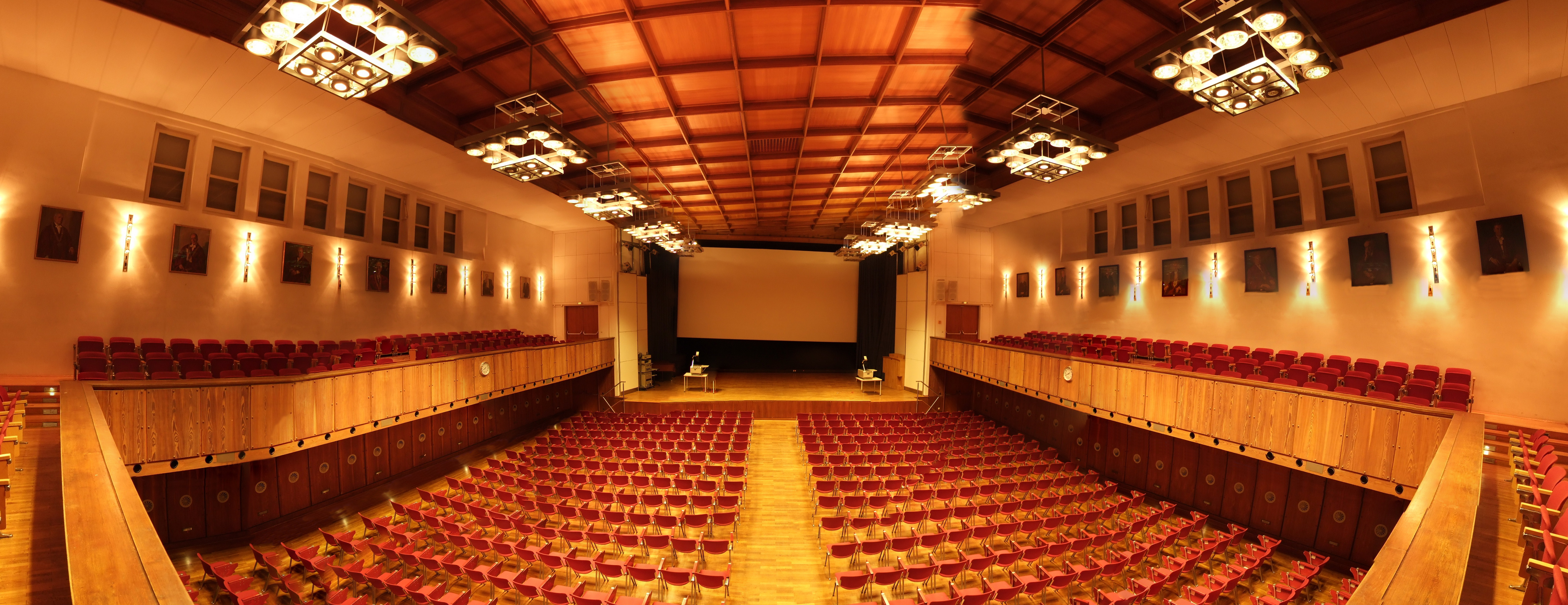
Panoramaaufnahme der Aula (> 180°)

Die Wände der ursprünglichen Aula von 1870, die über dem Vestibül lag und zwei Stockwerke (12,24 m) umfasste, waren wie die der Eingangshalle und des Treppenhauses bunt bemalt. In den Rundbogen der gangseitigen Scheinfenster, deren Fassungen mehrfach abgestuft und von Perlenstäben umzogen waren, hingen in doppelter Reihe die Medaillons der bedeutendsten „deutschen Gelehrten und Technologen, deren Wirken auf die polytechnischen Wissenschaft Bezug“ hatte. Folgende Köpfe waren in der Aula dargestellt:
- Leopold von Buch (* 1774; † 1853) – Geologe (einer der bedeutendsten Vertreter seines Fachs im 19. Jahrhundert)
- Friedrich Wilhelm Heinrich Alexander von Humboldt (* 1769; † 1859) – Naturforscher und Mitbegründer der Geographie als empirischer Wissenschaft
- Martin Heinrich Klaproth (* 1743; † 1817) – Chemiker
- Eilhard Mitscherlich (* 1794; † 1863) – Chemiker und Mineraloge
- Gottfried Wilhelm Leibniz (* 1646; † 1716) – Philosoph und Wissenschaftler, Mathematiker, Diplomat, Physiker, Historiker, Politiker, Bibliothekar und Doktor des weltlichen und des Kirchenrechts
- Johann Carl Friedrich Gauß (* 1777; † 1855) – Mathematiker, Astronom, Geodät und Physiker
- Ferdinand Jakob Redtenbacher (* 1809; † 1863) – Begründer des wissenschaftlichen Maschinenbaus
- Johann Friedrich August Borsig (* 1804; † 1854) – Maschinenbauer, Unternehmer und der Gründer der Borsigwerke
- Gotthilf Heinrich Ludwig Hagen (* 1797; † 1884) – Ingenieur, Fachgebiet Wasserbau
- Ernst Heinrich Carl von Dechen (* 1800; † 1889) – Professor für Bergbaukunde
- Christian Peter Wilhelm Friedrich Beuth (* 1781; † 1853) – „Vater der preußischen Gewerbeförderung“. Durch eine Reihe geeigneter Maßnahmen – Vereins- und Schulgründungen, Technologietransfer aus dem Ausland, Vorlagen für die ästhetische Gestaltung industrieller Produkte und anderes – ebnete er den preußischen Produzenten den Weg vom Manufakturwesen zur konkurrenzfähigen industriellen Fertigung
- Abraham Gottlob Werner (* 1749; † 1817 Dresden) – Mineraloge; gilt als der Begründer der Geognosie
- Justus von Liebig (* 1803; † 1873) – Chemiker
- Robert Wilhelm Eberhard Bunsen (* 1811; † 1899) – Chemiker
- Heinrich Wilhelm Dove (* 1803; † 1879) – Physiker und Meteorologe
- Heinrich Gustav Magnus (* 1802; † 1870) – Physiker und Chemiker
- Karl Karmarsch (* 1803; † 1879) – Technologe und langjähriger erster Direktor der Polytechnischen Schule, der späteren Technischen Hochschule in Hannover
- Friedrich Wilhelm Bessel (* 1784; † 1846) – Astronom, Mathematiker und Geodät; einer der bekanntesten deutschen Wissenschaftler des 19. Jahrhunderts
- Karl Friedrich Schinkel (* 1781; † 1841) – Begründer der Schinkelschule; preußischer Architekt, Baumeister, Stadtplaner und Maler, der den Klassizismus in Preußen entscheidend prägte
- Friedrich Albert Immanuel Mellin (* 1796; † 1859) – Architekt und Generalbaudirektor

### Der „betende Knabe“

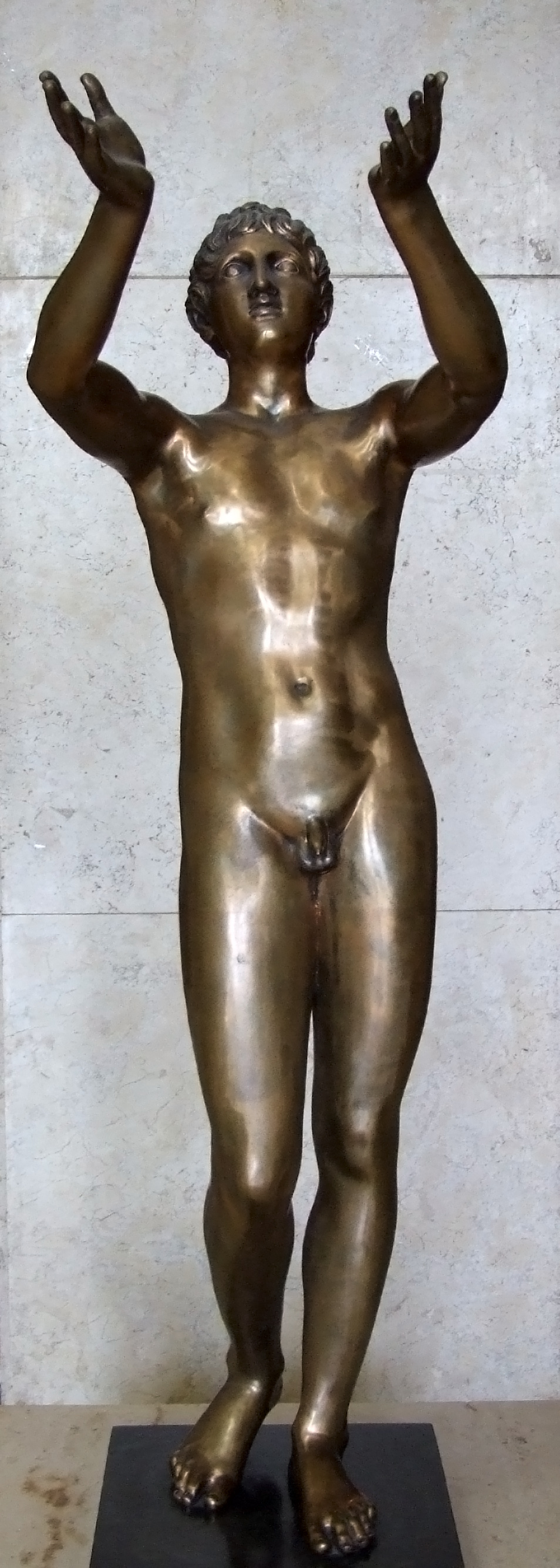
Der „betende Knabe“

Bei der Statue des „betenden Knaben“s im Foyer des Hauptgebäudes handelt es sich um eine Rekonstruktion einer lebensgroßen Bronzestatue aus dem 3. Jahrhundert vor Christus. Das Original steht im Alten Museum in Berlin. Archäologen und Ingenieure im Gießerei-Institut der RWTH interessierten sich für die Arbeitsvorgänge in den antiken Werkstätten und die Herstellungstechniken von Bronzestatuen. Vor allem das an der RWTH neu entwickelte Simulationsverfahren wurde der Schlüssel zu den neuen Erkenntnissen zum Fließ- und Erstarrungsverhalten von Metallschmelzen. In diesem Zusammenhang wurde die jetzt im Hauptgebäudevorraum stehende kleinere Statue gegossen. Der „betende Knabe“ hat somit eine Brücke zwischen den Geistes- und Naturwissenschaften geschlagen.

### Statuen auf der Attika
Auf der Attika des Hauptgebäudes befanden sich ursprünglich fünf Statuen, die jedoch im Zweiten Weltkrieg zerstört oder weggeschafft wurden. Angaben zu ihnen enthält nur das „Programm der königlichen Rheinisch-Westphälischen Polytechnischen Schule zu Aachen für den Cursus 1870|71“ und die Baupläne. Die Figuren wurden so beschrieben: „Die Stadt Aachen mit dem Spinnrocken, die Rheinprovinz mit Urne und Weintrauben, in der Mitte Minerva mit dem preussischen Adler und daneben zwei Eulen als Akroterien, die Provinz Westphalen mit Eichenlaub und Wappen, die Borussia mit Rüstung und Speer.“
Stand man vor dem Hauptgebäude, so fand man von links nach rechts: die allegorischen Figuren, mit jeweils einer Größe von neun Fuß, der Stadt Aachen und der Rheinprovinz, in der Mitte die 15 Fuß große Minerva, der man auch schon im Treppenhaus begegnete und wieder zwei neun Fuß große Personifikationen von Westfalen und Preußen. Letztere, Borussia, ist einfacher als ihr Abbild auf der Siegessäule in Berlin dargestellt.
Willy Weyres, Professor für Baugeschichte und Denkmalpflege an der RWTH Aachen, spricht von „[…] überlebensgroße[n] Figuren der Wissenschaften […], welche die mächtige Figur der Pallas Athene in der Mitte begleiten.“ Miriam Wolf hingegen deutet die Standbilder als Machtdemonstration des preußischen Staates.

### Zur Ikonographie des Baues
Die Ikonographie des Baues wird geprägt von den vielfältigen Verweisen auf die Antike. Auch die Wahl der italienischen Renaissance statt der Neugotik für die architektonische Gestaltung verbindet die technische Hochschule mit dem Bildungsaufbruch der Renaissance und der Wiederentdeckung der antiken Bildung. Nebenan, am Chemischen Laboratorium, prangte der auf Vergil (Aeneis VI, 727) zurückgehende Spruch Mens agitat molem (der Geist bewegt die Materie). Diese Reminiszenzen und Anspielungen auf die Antike stellten eine Verbeugung der Technischen Hochschule vor dem klassischen humanistischen Bildungsideal dar, dessen wesentliche Wurzeln in der Antike gesehen wurden. Man wollte sich einordnen in die Reihe der traditionellen Universitäten. Zugleich zeigte die in der Aula angebrachte „Ahnengalerie“ großer Techniker das Selbstbewusstsein der Technischen Hochschule.